# Volvo F85
Volvo F84/F85/F86 — серія вантажівок середнього розміру, що випускалися шведським автовиробником Volvo між 1965 і 1979 роками.

## Volvo F84/F85
У 1962 році компанія Volvo представила Raske Tiptop з переднім керуванням і кабіною, що нахиляється. Коли Volvo представила свою «систему 8» у 1965 році, вантажівка отримала новий, більший двигун і була перейменована на F85. Між 1968 і 1974 роками Volvo пропонувала бюджетну версію під назвою F84 без гідропідсилювача керма та зі зниженим корисним навантаженням.
У 1976 році Volvo модернізувала вантажівку та перейменувала її в F85S. S-версія мала більший двигун і комфортнішу кабіну.

## Volvo F86

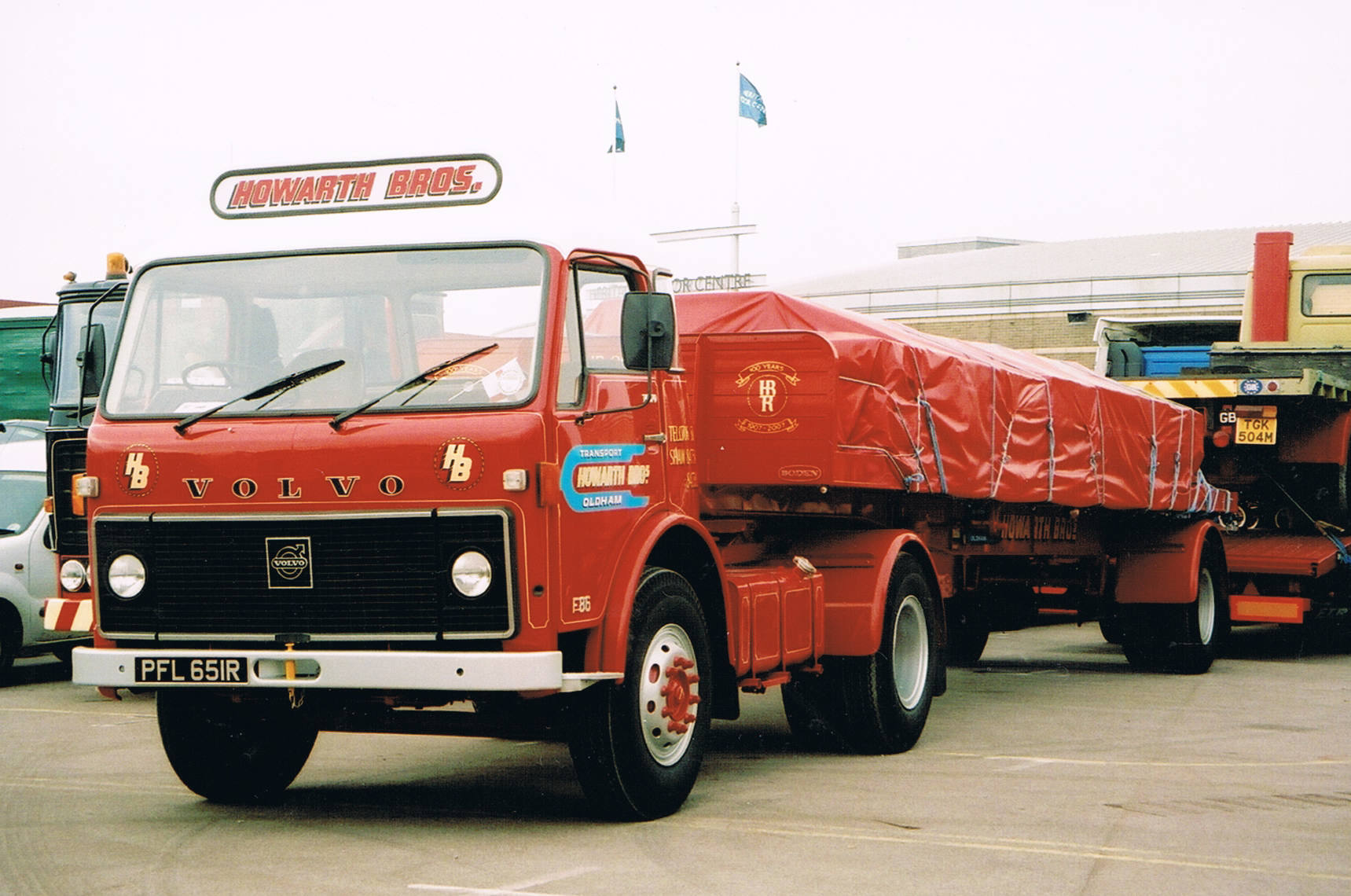
Volvo F86

У 1964 році Volvo встановила передню кабіну керування від Raske Tiptop на свою модель Viking. Коли наступного року Volvo представила свою «Систему 8», вантажівка була перейменована на F86. Зміни, однак, були більш значними та включали новий двигун, нову восьмиступінчасту коробку передач і загальне оновлення більшості компонентів. F86 також збирали в Шотландії для продажу на Британських островах.
Модернізація вантажівки 1973 року передбачала нову пластикову решітку радіатора. У 1976 році робоче місце машиніста було удосконалено комфортнішою кабіною.